# 道明銀行花園體育館

道明銀行花園體育館，原名為渥太華市民中心是位於加拿大安大略省渥太華有9500個座位的室內體育館。加上臨時座位和站立空間可容納10,585人。它於1967年12月啟用，主要用於體育運動，包括冰壺、花式滑冰、冰球和曲棍球。

## 外部連結
- Ottawa Civic Centre （页面存档备份，存于） – OHL Arena & Travel Guide
- Ottawa Civic Centre （页面存档备份，存于） – Ballparks.com
- City of Ottawa Lansdowne Park website （页面存档备份，存于）